# 佐特莱乌
佐特莱乌（荷蘭語：Zoutleeuw，荷蘭語發音：[ˌzʌu̯tˈleːu] ⓘ，法語發音：[leo]）是比利时弗拉芒大區弗拉芒布拉班特省魯汶區的一座城市，东与林堡省接壤，通行荷蘭語，是弗拉芒社群的一部分，面积46.73平方千米，人口8,498人（2018年1月1日）。